# 儒家八派
儒家八派是東周战国时期的儒家学说内部分化出的八个学派。
这种说法第一次是在《韩非子·显学》提到的，“自孔子之死也，有子张之儒，有子思之儒，有颜氏之儒，有孟氏之儒，有漆雕氏之儒，有仲梁氏之儒，有孙氏之儒，有乐正氏之儒。”

## 子张之儒
子張姓顓孫，名師，字子張，春秋末期陳國陽城（今河南淮陽）人，是孔子晚年的弟子，曾追隨孔子周游列國。子張勤學好問，秉性略有偏激，但為人博愛容眾。他終身未仕，孔子死後，於陳國收徒講學，主张“士见危致命，见得思义，祭思敬，丧思哀”（《论语·子张》）。傳下的弟子形成“子張之儒”，為戰國時期儒家八派之首。

## 子思之儒
子思是指孔子的孫子孔伋，曾受業於孔子的弟子曾參。按大多數宋儒的觀點，“子思之儒”發揮孔子的中庸思想，對儒家心性之學有重大貢獻。但近代有不少學者懷疑宋儒之說。

## 颜氏之儒
孔子弟子中姓顏的有顏無繇、顏回、顏幸、顏高、顏祖、顏之仆、顏噲、顏何等八人。“顏氏之儒”究竟是其中何人之學所傳，今天已難確斷，學術界一般認為是以顏回為代表的。顏回是孔子最得意的弟子，主张安貧樂道，重在實踐仁德思想。

## 孟氏之儒
學術界一般認為，“孟氏之儒”應是指孟子一脈。孟子是戰國中期儒家的代表性人物，主張“人性本善”，及“仁政”、“王道”的政治理想和“民貴君輕”的民本思想。曾受業于子思門人，因此“孟氏之儒”與“子思之儒”有著密切關係。

## 漆雕氏之儒
孔子弟子中姓漆雕的有漆雕開、漆雕哆、漆雕徒父三人（另作漆雕從），學術界一般認為“漆雕氏之儒”應以漆雕開為代表。漆雕開，春秋末期魯國（一說蔡國）人，主張人性有善有惡，提倡养勇任侠。現代學者研究認為宓子賤、公孫尼子、世碩等都是這一派的主要成員。

## 仲梁氏之儒
仲梁应指孔子的弟子梁鳣及其子梁赎二人。八派中“仲梁氏之儒”包含梁鳣、梁赎、曾参、子夏等孔子门人，他们主张以农为本、礼乐社祭、忠孝修身齐家，晋而治国之道。
齐景公五十一年(公元前497年)，梁鱣从学孔子周游列国。从游圣门长久，叔鱼後迁居鲁国曲阜。孔子晚年时(公元前482年)，在梁鱣支持下，与师兄弟及其弟子共同修编代表孔子儒学思想体系的著作《论语》。还缮写《春秋》、《孔子家语》；修订《礼》、《乐》、《御》、《数》等。叔鱼年三十而无子，欲出其妻，商瞿戒其无忧，恐晚生，二年後果得子赎。梁赎师从曾参，又兼子夏之学，自成一派。
據陳奇猷推測，“仲梁氏之儒”是《禮記·檀弓上》所載的仲梁子是鲁人梁赎。“仲梁氏之儒”问题根源是仲梁而不是仲良所记载之误。八派以氏、字命名，仲良为误载。

## 孙氏之儒
學術界一般認為“孫氏之儒”就是以荀子為代表的一派。荀子是戰國晚期儒家的代表性人物，主張禮法兼治、“天人相分”、“制天命而用之”；認為“人之性惡，其善者偽也”，因而強調後天學習的重要性。

## 樂正氏之儒
這一派也已不可考。據郭沫若推測，“樂正氏之儒”或即孟子弟子樂正克，因此當屬“孟氏之儒”一系。據陳奇猷推測，“樂正氏之儒”或為曾子弟子樂正子春，因此當傳曾子之學（參見陳奇猷《韓非子集釋·顯學》校注）。

## 對後世影響
儒家在戰國時期內部分裂成八派，各派別對孔子思想的闡述卻不盡相同，不過，從歷史與文化的發展來看，以孟子和孫氏（荀子）兩派對後世的影響最大。